# Белогърдо земеродно рибарче
Белогърдо земеродно рибарче (Halcyon smyrnensis) е вид птица от семейство Halcyonidae. Видът е незастрашен от изчезване.

## Разпространение
Видът е широко разпространен в Азия, от Турция на изток през индийския субконтинент към Филипините.